# ’u’
’u’ (wymowa: [ʔʊʔ]) – pierwsza opera w języku klingońskim, reklamowana jako „pierwsza autentyczna klingońska opera na Ziemi”. Skomponował ją Eef van Breen do libretta, które napisali Kees Ligtelijn i Marc Okrand pod dyrekcją artystyczną Florisa Schönfelda. Treść ’u’ oparta jest na epickiej legendzie o Kahlessie Niezapomnianym, mesjaszu w fikcyjnej historii Klingonów – rasy z serii Star Trek.
Premiera odbyła się w Teatrze Zeebelt w Hadze 10 września 2010. Opera została pozytywnie przyjęta przez krytykę i doczekała się powtórek.

## Tło
Koncepcję języka klingońskiego jako pierwszy nakreślił na potrzeby filmu Star Trek aktor James Doohan, który grał Montgomery'ego Scotta w oryginalnym serialu Star Trek. Stworzył niektóre nieprzyjemnie brzmiące słowa dla klingońskich postaci (te jednak zostały z filmu wycięte). Producenci zatrudnili potem językoznawcę Marca Okranda, aby te słowa rozszerzył do pełnowartościowego języka z własnym słownikiem, gramatyką i idiomami. Okrand stworzył mowę, która miała brzmieć jak najbardziej „pozaziemsko”. Wkrótce klingoński stał się mówionym językiem z licznymi użytkownikami zdolnymi płynnie wyrażać w nim myśli. 
Jak opisano w Star Treku, Klingoni są zapalonymi miłośnikami opery. Według oficjalnej strony opery ’u’ „używa ona zasady pojedynku muzycznego, a jej piękno pochodzi ze starcia dwóch różnych sił”. Nazwa ’u’ oznacza „wszechświat, uniwersum”.
Opera zaczęła być przygotowywana na początku 2008 do wystawienia w Europie i Water Mill w stanie Nowy Jork. Kierownik teatralny i artystyczny, badacz projektu ’u’ i członek Ziemskiego Zespołu Badań nad Klingonami Floris Schönfeld uważnie przyjrzał się wszystkim przykładom klingońskiej opery w Star Treku i wzmiankom o niej, aby powstało dzieło jak najbardziej autentyczne, zgodne z przyjętą już konwencją oper klingońskich. Dla akompaniamentu muzycznego Ziemski Zespół Badań stworzył oryginalne klingońskie instrumenty dęte, perkusyjne i smyczkowe. Autorem ich designu jest Xavier van Wersh.
Promocja ’u’ obejmowała organizowane przez Florisa Schönfelda i Ziemski Zespół Badań nad Klingonami wykłady i wystąpienia, zwłaszcza na zjazdach o tematyce science-fiction. 18 kwietnia 2010 Marc Okrand w imieniu Zespołu wysłał za pośrednictwem radioteleskopu CAMRAS wiadomość na hipotetyczne współrzędne ojczystej planety Klingonów, Qo'noS, obiegającej gwiazdę Arcturus. Zawierała zaproszenie na operę, z pewnością jednak nie dotarła na czas, gdyż Qo'noS jest oddalona od Ziemi o 36 lat świetlnych.

## Produkcja i reakcje

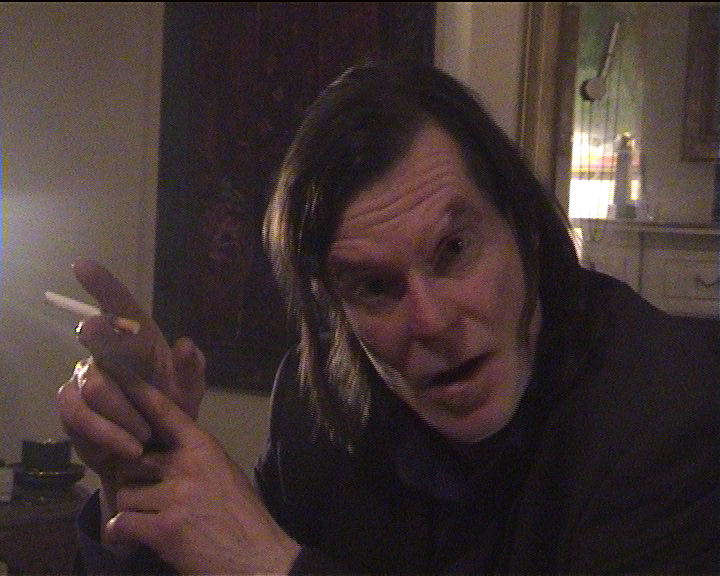
Henri van Zanten

Premiera odbyła się w teatrze Zeebelt w niderlandzkiej Hadze 10 września 2010 (dzień wcześniej pokazano już fragmenty); ’u’ przedstawiono tam w sumie czterokrotnie. Niderlandzki artysta Henri van Zanten był narratorem – Master of the Scream. Opera została wyprodukowana wspólnie przez teatr Zeebelt i Ziemski Zespół Badań nad Klingonami.
Publiczność przyjęła operę entuzjastycznie, a bilety na premierę, w której uczestniczył Marc Okrand, zostały wyprzedane.
Jeszcze tego samego miesiąca wystawiono ją na spotkaniu fanklubu Star Treka „Qetlop” na Farnsbergu niedaleko Bad Brückenau w Bawarii. Kolejnego wystawienia doczekała się w teatrze Frascati w Amsterdamie. 5 kwietnia 2011 pojawiła się na festiwalu operowym Voi-Z w Zwolle, a 28 maja na festiwalu Huygens Leidschendam.

## Treść

### Akt pierwszy
Kahless jest na polowaniu z bratem Morathem. Złości się, kiedy z winy brata traci swoją zdobycz. Morath pragnie się zemścić za zniewagę. Tyran Molor proponuje Morathowi, że postawi go na czele jego domu, jeśli ten zdradzi ojca. Morath się zgadza. Wraz z siłami Molora wtarga do domu ojca, dobywa jego miecz i żąda, aby dom się poddał. Kiedy ojciec odmawia, Morath brutalnie go zabija. Kahless poprzysięga, że przywróci honor zamordowanego. Śledzi brata aż do wulkanu Kri'stak. Po pojedynku Morath sam skacze do wulkanu. Kahless tworzy ze swoich włosów pierwszy bat'leth – klingoński miecz długi. 

### Akt drugi
Zasmucony Kahless wyrusza w podróż do zaświatów. Tam spotyka się ze swoim ojcem i wybacza bratu. Pokazuje im sztukę walki mok'bara, która umożliwia im odzyskanie ciał. Kotar, strażnik zaświatów, wścieka się, kiedy zauważa brak dwóch dusz. Kahless gromadzi wojowników i rozpoczyna powstanie przeciwko Molorowi. Spotyka się też ze swoją prawdziwą miłością, Lukarą, która pomaga mu, kiedy zostaje zaatakowany przez siły Molora. Wspólnie ich pokonują i potwierdzają swą miłość w krwi nieprzyjaciół. 

### Akt trzeci
Wojska zgromadziły się nad rzeką. Kahless porywającą mową zachęca do walki. Dociera tam również Kotar, na którym mowa ta robi wielkie wrażenie. Zgadza się na udział w walce i obiecuje stworzyć raj dla klingońskich wojowników. Kahless walczy przeciwko nieprzyjaciołom u boku ojca i brata. Dwaj ostatni umierają honorową śmiercią, a rytualny krzyk Kahlessa posyła ich dusze do raju. Następnie główny bohater walczy z Molorem. Zabija go, wyrywa serce i obmywa je w rzece, aby przywrócić mu cześć. Wreszcie z pomocą Lukary sam popełnia samobójstwo, a jej krzyk posyła jego duszę śladem ojca i brata. Klingoński lud jest zjednoczony.

## Oryginalna obsada
- Master of the Scream (narrator) – Henri van Zanten
- Kahless – Taru Huotari
- Kotar, ojciec i Molor – Ben Kropp
- Morath i Lukara – Jeannette Huizinga